# Черная (приток Белки)
Черная (устар. Малый Шаудон) — река в России, протекает по Шалинскому и Гудермесскому районам Чеченской Республики. Длина реки составляет 12 км.
Начинается в дубово-ясеневом лесу к югу от села Джалка. Течёт сначала на север, пересекает Джалку, потом поворачивает на северо-восток. Впадает в Белку на северо-западной окраине Гудермеса. Ранее впадала в Сунжу.

## Данные водного реестра
По данным государственного водного реестра России относится к Западно-Каспийскому бассейновому округу, водохозяйственный участок реки — Сунжа от впадения реки Аргун и до устья. Речной бассейн реки — Реки бассейна Каспийского моря междуречья Терека и Волги.
Код объекта в государственном водном реестре — 07020001312108200006203.